# Estádio Nacional de Brasília Mané Garrincha
Das Estádio Nacional de Brasília Mané Garrincha (deutsch Nationalstadion von Brasília Mané Garrincha, offiziell Arena BRB) ist ein Fußballstadion in der brasilianischen Hauptstadt Brasília. Es wurde für die Fußball-Weltmeisterschaft 2014 erbaut. Es handelt sich mit Gesamtkosten in Höhe von über 450 Millionen Euro um die teuerste Spielstätte der WM 2014.

## Bauphase
Die Anlage wurde auf den Überresten des Estádio Mané Garrincha gebaut, das 2010 bis auf die Grundmauern und einen Teil der Tribüne abgerissen wurde. Es wurde, wie sein Vorgängerstadion, nach dem brasilianischen Fußballnationalspieler und zweimaligen Weltmeister Mané Garrincha benannt. Um aus dem alten Mehrzweckstadion ein reines Fußballstadion zu schaffen, wurde das Spielfeld abgesenkt und verkleinert. Auf dem Bereich der ehemaligen Laufbahn entstanden weitere Tribünen, die bis an das Spielfeld heranreichen. Am 15. Mai 2013 wurde es mit der Partie des Brasiliense FC gegen den Brasília FC (3:0) eröffnet. Die Anlage bietet insgesamt 72.788 Plätze. Dazu gehören 110 V.I.P.-Plätze, 6300 Business-Sitze, 2850 Presseplätze sowie 310 rollstuhlgerechte Plätze.
Das Nationalstadion war der Austragungsort für das Eröffnungsspiel des FIFA-Konföderationen-Pokal 2013 und von sieben Spielen der Weltmeisterschaft 2014. Mit einem Fassungsvermögen von 70.064 Zuschauern war es das zweitgrößte Stadion des Turniers.

## Spiele der Fußball-Weltmeisterschaft 2014 in Brasília
Während der Weltmeisterschaft fanden folgende Spiele im Estádio Nacional statt.
|                                                                     |   |                |           |
| So., 15. Juni 2014 um 13:00 Uhr (18:00 Uhr MESZ) – Gruppe E         |   |                |           |
| Schweiz                                                             | – | Ecuador        | 2:1 (0:1) |
| Do., 19. Juni 2014 um 13:00 Uhr (18:00 Uhr MESZ) – Gruppe C         |   |                |           |
| Kolumbien                                                           | – | Elfenbeinküste | 2:1 (0:0) |
| Mo., 23. Juni 2014 um 17:00 Uhr (22:00 Uhr MESZ) – Gruppe A         |   |                |           |
| Kamerun                                                             | – | Brasilien      | 1:4 (1:2) |
| Do., 26. Juni 2014 um 13:00 Uhr (18:00 Uhr MESZ) – Gruppe G         |   |                |           |
| Portugal                                                            | – | Ghana          | 2:1 (1:0) |
| Mo., 30. Juni 2014 um 13:00 Uhr (18:00 Uhr MESZ) – Achtelfinale 5   |   |                |           |
| Frankreich                                                          | – | Nigeria        | 2:0 (0:0) |
| Sa., 5. Juli 2014 um 13:00 Uhr (18:00 Uhr MESZ) – Viertelfinale 4   |   |                |           |
| Argentinien                                                         | – | Belgien        | 1:0 (1:0) |
| Sa., 12. Juli 2014 um 17:00 Uhr (22:00 Uhr MESZ) – Spiel um Platz 3 |   |                |           |
| Brasilien                                                           | – | Niederlande    | 0:3 (0:2) |

## Nutzung nach der Fußball-WM
Im Jahr 2015 fanden im Stadion aufgrund der hohen Erhaltungskosten von etwa 180.000 Euro im Monat lediglich zwei Fußballspiele statt. Das Stadiongelände wird seither als Bus-Depot und die Räumlichkeiten der Arena als Büros für 400 Beamte genutzt. Bei der Copa América 2021 war das Stadion einer von fünf Austragungsorten.
Im Januar 2022 erhielt das Stadion den offiziellen Sponsornamen Arena BRB, nach der Bank Banco de Brasília. Der Vertrag läuft bis Ende 2024.

## Galerie

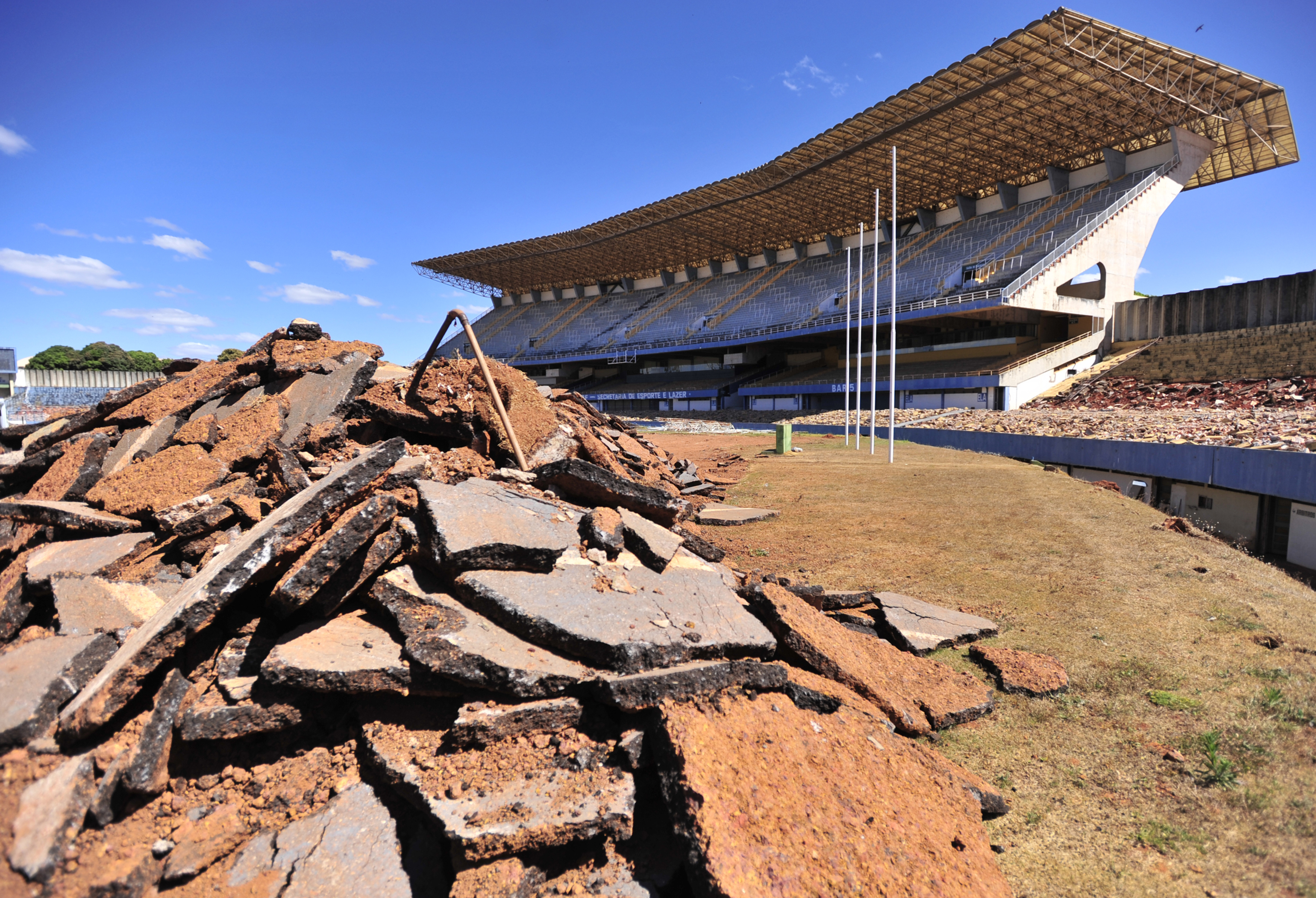
Überreste des im Abriss befindlichen alten Stadions am 27. Juli 2010
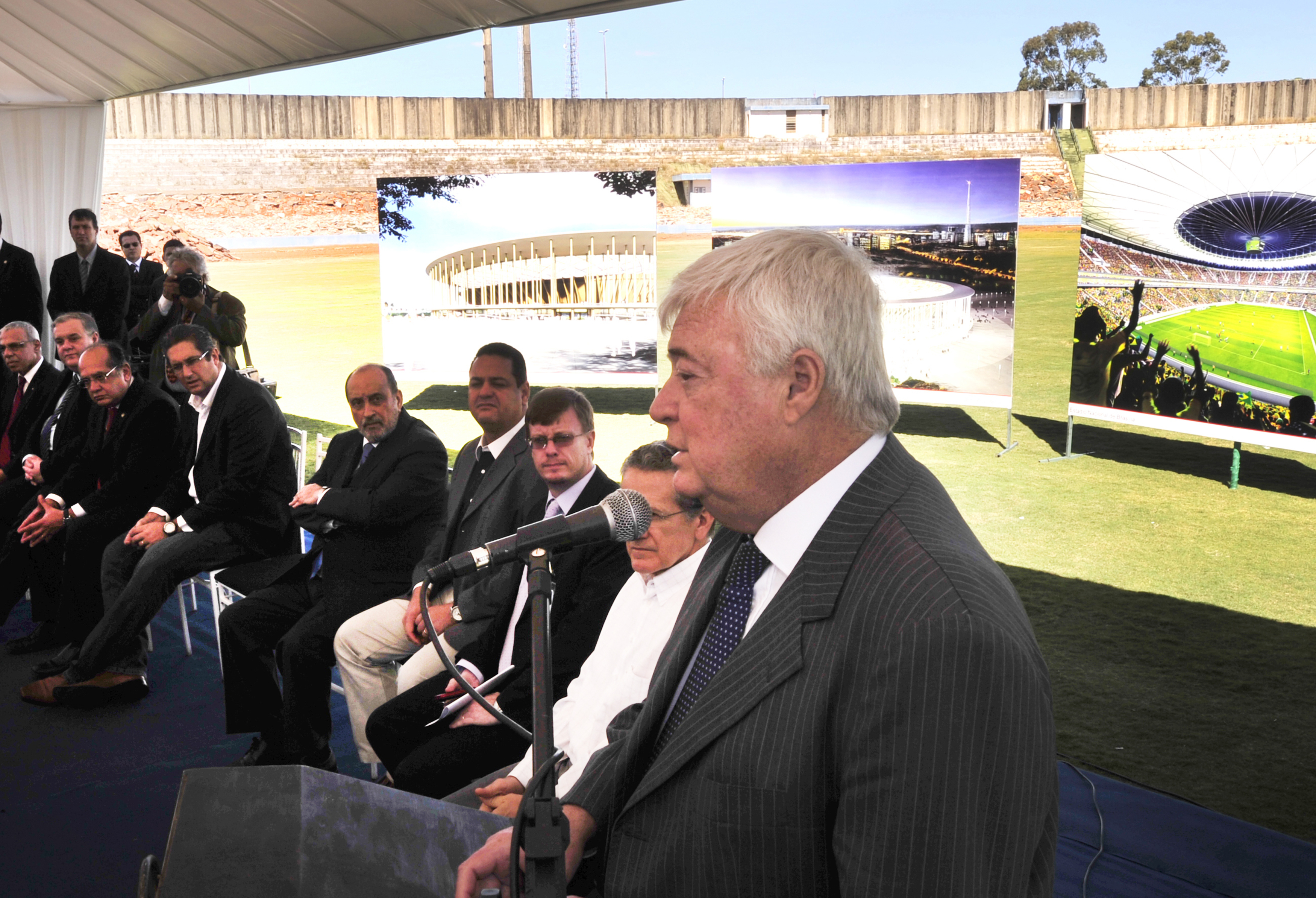
CBF-Präsident Ricardo Teixeira bei der Zeremonie zum Beginn des Neubaus am 27. Juli 2010
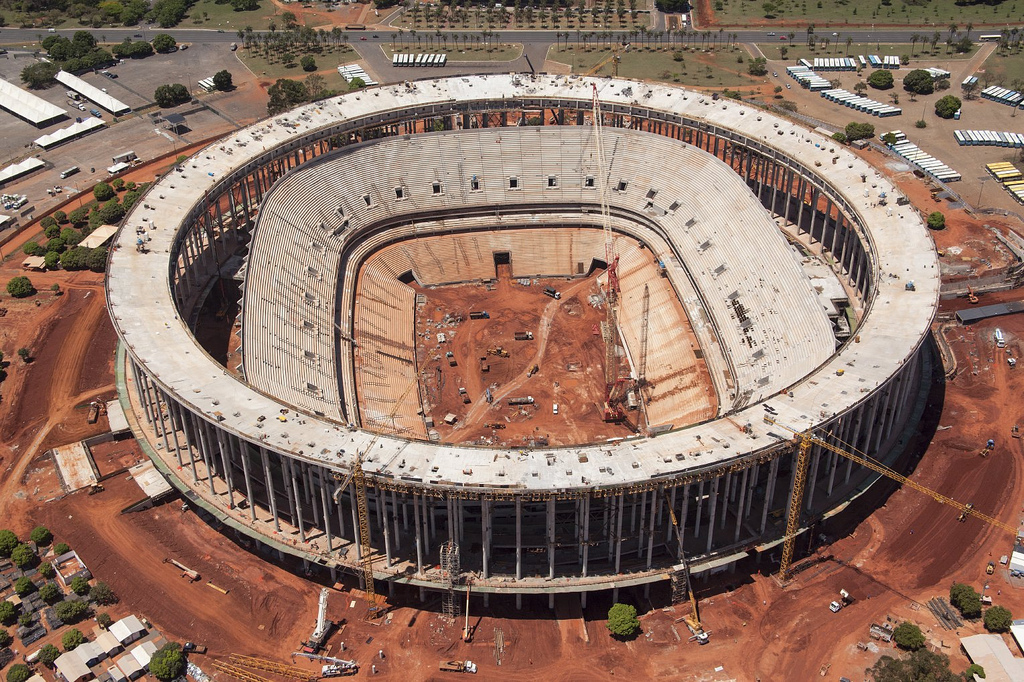
Bauphase am 6. Dezember 2012
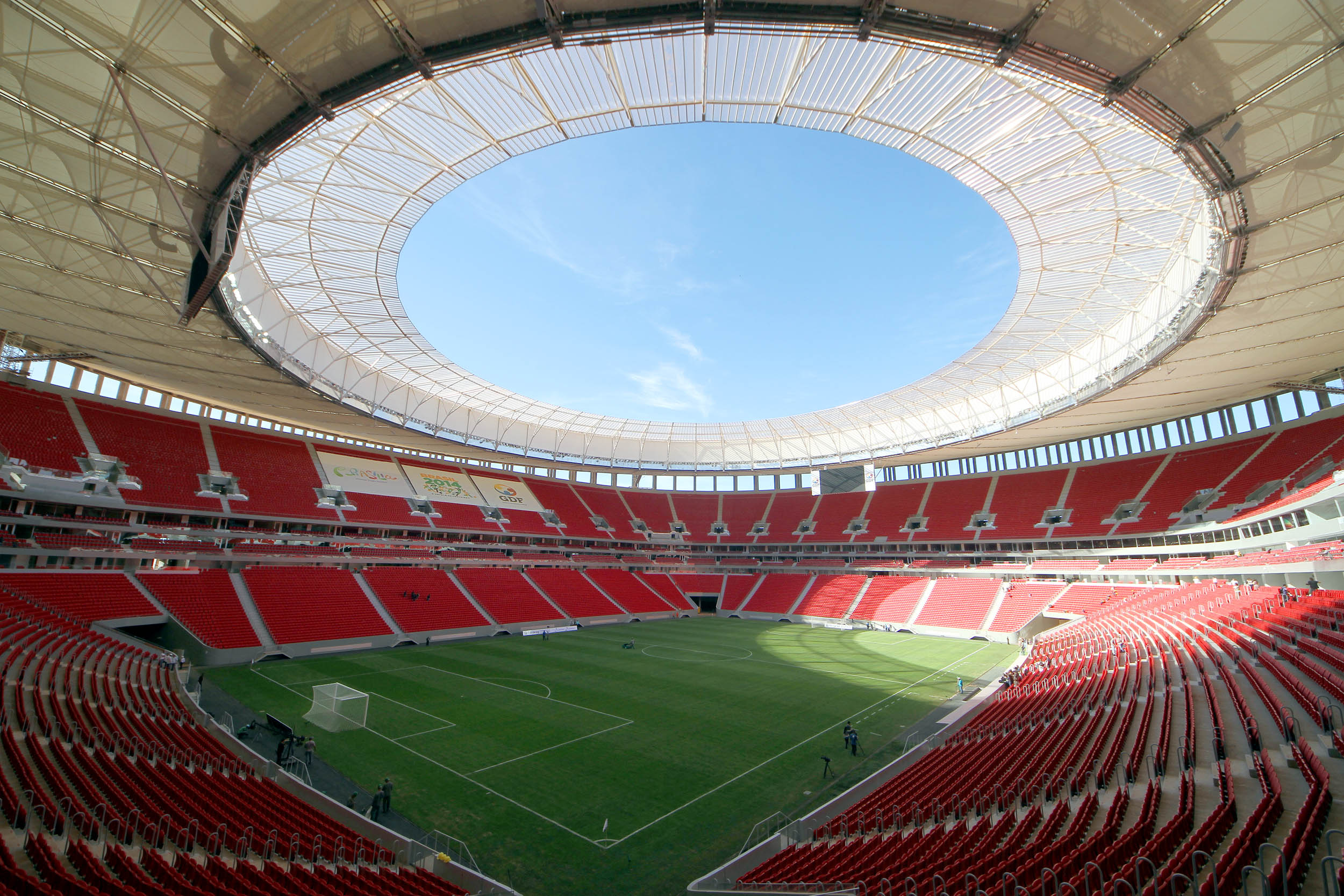
Innenansicht im Mai 2013